# Ліснів
Лі́снів — гора в Українських Карпатах, у межах Покутсько-Буковинських Карпат, в Надвірнянському районі Івано-Франківської області, на схід від села Татарів.
Висота гори 1257 м. Складається з флішу. Середні та нижні частини схилів розчленовані правими притоками річки Прут, заліснені. Пригребенева частина вкрита луками — полонинами. Є джерела прісної води.
З вершини відкриваються гарні краєвиди на довколишні гори, в тому числі на гірський масив Ґорґани (на заході) та Чорногору (на півдні).
Гора Ліснів є популярним пунктом у пішохідних маршрутах вихідного дня.